# Governo Sully
Il Governo Sully è stato il primo esecutivo del Regno di Francia, in carica dal 1598 al 1611. Si formò a seguito di un'ordinanza di re Enrico IV di Francia, che appena pochi mesi prima aveva emanato l'Editto di Nantes e concesso la libertà di culto nel regno. L'ordinanza decretava la nascita di un comitato composto dai ministri più importanti, chiamato "Consiglio dei dispacci" e noto informalmente come Governo. A capo del consiglio fu posto Massimiliano di Béthune, duca di  Sully, ministro delle finanze già da un anno, con il titolo di Principale Ministro di Stato.
Il Governo in politica interna fece annullare tutte le nobilitazioni decretate negli ultimi vent'anni, soppresse gli uffici finanziari e giudiziari troppo piccoli, creò il sistema dei grandi approvvigionamenti per la guerra, lottò contro gli abusi ed ammassò un ammontare di oltre 30 milioni di livre, potendo così diminuire le imposte. Nel 1604 istituì la paulette, una tassa pagata dai funzionari pubblici, e proclamò la libertà di commercio del grano. 
In politica estera fu ostile alla Spagna e firmò trattati con Toscana (1600) e Savoia (1601). 
Dopo l'assassinio di Enrico IV per mano di François Ravaillac (1610), Sully entrò in forte disaccordo con la reggente Maria de' Medici per via della politica filospagnola di quest'ultima e si dimise dalle sue cariche l'anno seguente. La regina allora affidò il governo a Nicolas de Neufville de Villeroy, ministro degli esteri.

## Composizione
| Presidenza                                                         | Presidenza | Presidenza                                                 | Presidenza                | Presidenza | Presidenza |
| Segretariato                                                       | Titolare   | Titolare                                                   | Titolare                  | Partito    |            |
| ------------------------------------------------------------------ | ---------- | ---------------------------------------------------------- | ------------------------- | ---------- | ---------- |
| Principale Ministro di Stato                                       |            | Massimiliano di Béthune                                    |                           |            |            |
| Ministri di Stato                                                  |            |                                                            |                           |            |            |
| Segretariato                                                       | Titolare   | Titolare                                                   | Titolare                  | Partito    |            |
| Ministro di Stato per le province interne                          |            | Martin Ruzé de Beaulieu                                    | fino al 1606              |            |            |
| Ministro di Stato per le province interne                          |            | Antoine de Loménie                                         | dal 1606                  |            |            |
| Ministro di Stato per le province di confine                       |            | Martin Ruzé de Beaulieu e Nicolas de Neufville de Villeroy | fino al 1606              |            |            |
| Ministro di Stato per le province di confine                       |            | Martin Ruzé de Beaulieu e Nicolas Brûlart de Sillery       | dal 1606                  |            |            |
| Ministro di Stato per le colonie                                   |            | Martin Ruzé de Beaulieu                                    |                           |            |            |
| Ministri                                                           |            |                                                            |                           |            |            |
| Segretariato                                                       | Titolare   | Titolare                                                   | Titolare                  | Partito    |            |
| Cancelliere Guardasigilli                                          |            | Pomponne de Bellièvre                                      | fino al 10 settembre 1607 |            |            |
| Cancelliere Guardasigilli                                          |            | Nicolas Brûlart de Sillery                                 | dal 10 settembre 1607     |            |            |
| Segretario di stato per gli affari esteri                          |            | Nicolas de Neufville de Villeroy                           |                           |            |            |
| Segretario di stato per la guerra                                  |            | Martin Ruzé de Beaulieu e Nicolas de Neufville de Villeroy | fino al 1606              |            |            |
| Segretario di stato per la guerra                                  |            | Martin Ruzé de Beaulieu e Nicolas Brûlart de Sillery       | dal 1606                  |            |            |
| Segretario di stato per la marina                                  |            | Martin Ruzé de Beaulieu                                    |                           |            |            |
| Sovrintendente alle finanze Presidente del Consiglio delle Finanze |            | Massimiliano di Béthune                                    |                           |            |            |
| Ministri senza portafoglio                                         |            |                                                            |                           |            |            |
| Segretariato                                                       | Titolare   | Titolare                                                   | Titolare                  | Partito    |            |
| Segretario di stato della Maison du Roi                            |            | Martin Ruzé de Beaulieu                                    | fino al 1606              |            |            |
| Segretario di stato della Maison du Roi                            |            | Antoine de Loménie                                         | dal 1606                  |            |            |
| Segretario di stato per gli affari della Religione Riformata       |            | Pierre Forget de Fresnes                                   |                           |            |            |